# Soglio pontificio

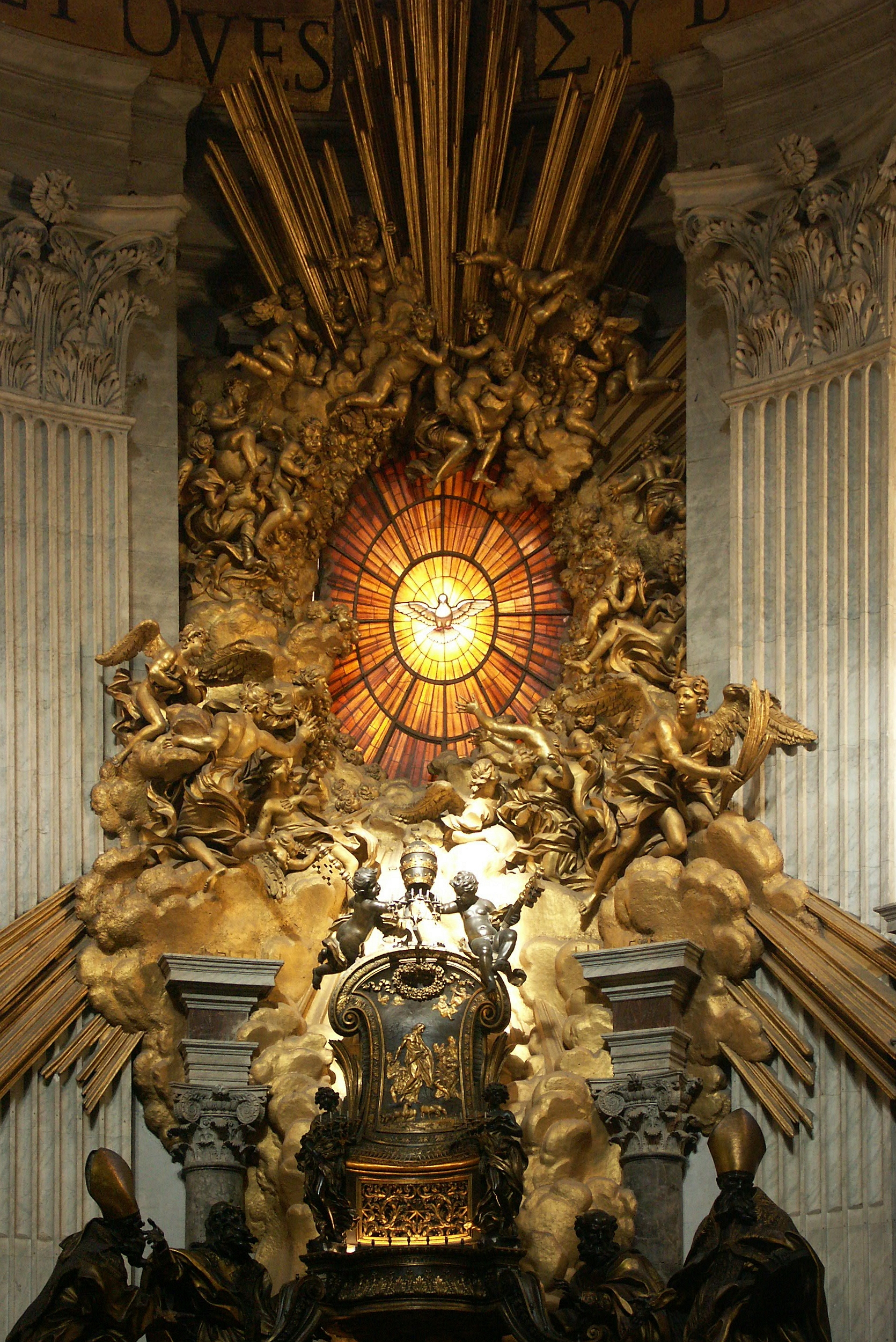
La cattedra di San Pietro, il soglio pontificio nel suo significato letterale

Con l'espressione soglio pontificio (anche detto soglio di Pietro, o, in maniera impropria, soglio pontificale) si indica la cattedra di San Pietro e, più generalmente, la carica e la dignità papale.

## Etimologia
L'espressione proviene da una cristallizzazione derivata dalla lingua latina: il sŏlium pontifĭcĭus è letteralmente il "trono del pontefice", dove il pontefice è per antonomasia il Papa.

## Usi

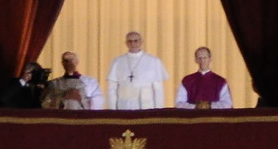
Papa Francesco poco dopo la sua elezione al soglio pontificio

L'espressione è usata principalmente in frasi idiomatiche come:
- salire (o, con lo stesso significato, "ascendere") al soglio pontificio, cioè essere eletto papa[2]
- essere eletti al soglio pontificio, con lo stesso significato di "salire al soglio pontificio"
- varcare il soglio pontificio, cioè entrare in Vaticano
- aspirare al soglio pontificio, cioè aspirare alla carica papale[3]